# Marcos Rivadero
Marcos Alejandro Rivadero (Córdoba, Provincia de Córdoba, Argentina; 9 de octubre de 1992) es un futbolista argentino. Juega de mediocampista o defensor central en Deportivo Madryn de la Primera B Nacional-

## Trayectoria

### Inicios, Belgrano de Córdoba y Guillermo Brown
Se inició en el club Villa Azalais pero lo dejó porque le quedaba lejos de su casa; participó de los Torneos de UCFA donde un profesor de la categoría 93` lo ve y lo lleva a Belgrano. Llegó al "Pirata" en 2003 realizando todas las inferiores allí, pasando por la Liga Cordobesa, AFA, Reserva y Primera.[cita requerida]
Ha realizado las divisiones menores en Club Atlético Belgrano, en 2013 ascendió al equipo principal consiguiendo clasificar a la Copa Sudamericana 2013. Debido a las pocas oportunidades fue enviado a préstamo por un año a Guillermo Brown de la Primera B, jugó 23 partidos y anotó 1 gol.[cita requerida]

### Universidad San Martín, Villa Dálmine y Gimnasia de Mendoza
A inicios del 2016, firma por Universidad San Martín de Porres, en un club plagado de argentinos: Cristian Báez, Christian Ortiz y Federico Real. Fue dirigido por el exentrenador de la selección peruana José Guillermo Del Solar, compartiendo el mediocampo defensivo santo con Sergio Peña y Wilder Cartagena. En su corto paso por el club de Santa Anita jugó 17 partidos y anotó un gol, teniendo que volver a su club de origen Belgrano.
En enero de 2018, fue cedido a Villa Dálmine por parte de Belgrano de Córdoba, para disputar el Campeonato de Primera B Nacional 2017-18. Meses más tarde, es contratado por Gimnasia de Mendoza para disputar la Primera B Nacional 2018-19. El 30 de junio de 2020 queda en condición de libre.

## Clubes
| Club                     | País      | Año       |
| ------------------------ | --------- | --------- |
| Belgrano (C)             | Argentina | 2013-2014 |
| → Guillermo Brown        | Argentina | 2015      |
| → Universidad San Martín | Perú      | 2016      |
| → Guillermo Brown        | Argentina | 2016-2017 |
| Belgrano (C)             | Argentina | 2017      |
| Villa Dálmine            | Argentina | 2018      |
| Gimnasia y Esgrima (M)   | Argentina | 2018-2019 |
| Mitre                    | Argentina | 2019-2020 |
| Defensores de Belgrano   | Argentina | 2021-2022 |
| Flandria                 | Argentina | 2023      |
| Deportivo Madryn         | Argentina | 2024-Act. |